# Kaozheng
Kaozheng (Chinesisch: 考證; wörtlich: „Suche nach Beweisen“), alternativ kaoju xue (考據學; „Beweisgelehrsamkeit“) genannt, war eine chinesische konfuzianische Denkschule mit Schwerpunkt auf der Philologie, die während der Qing-Dynastie (1644–1912) von ca. 1600 bis 1850 aktiv war. Sie trat im Wesentlichen während der Regierungszeit der Qianlong- und Jiaqing-Kaiser in Erscheinung, daher wird sie auch als Qian-Jia Schule bezeichnet. Ihr Vorgehen gleicht dem der modernen Textkritik. Hinsichtlich wissenschaftlicher Themen wird sie der empirischen Lehrschule zugeordnet.

## Geschichte
Die meisten der bedeutenden Denker der Schule waren insgeheim Loyalisten der Ming-Dynastie, während in China bereits die Qing-Dynastie herrschte. Zu ihnen zählten Gu Yanwu, Huang Zongxi und Fang Yizhi. Den letzten Kaisern der Ming-Dynastie warfen sie Subjektivismus vor und sahen in einer gedanklichen Nachlässigkeit sowie in den Exzessen der späten Ming-Dynastie die Ursachen für deren Niedergang. Als Reaktion darauf wandten sie sich der evidenzbasierten Gelehrsamkeit zu, dem Kaozheng, welches sorgfältiges textuelles Studium und kritisches Denken betonte. Optimistische und auf das (ehemalige) Kaiserhaus fokussierte Theorien wurden dekonstruiert und hinterfragt.
Kaozheng war rund um die Region von Jiangnan und Peking zentriert. Insbesondere im Hinblick auf die Beiträge von Cui Shu (1740–1816) wurde allerdings auch vorgeschlagen, es als allgemeinen Trend in der Entwicklung der chinesischen Gelehrsamkeit zu sehen, und nicht nur als lokales Phänomen.
Die Bewegung des Kaozheng verlor gegen Ende des 18. Jahrhunderts an Zugkraft, als sie ihrerseits kritisch durch die Neutextschule hinterfragt wurde, welche auf Kaozheng-Methodiken aufbaute.
Gegen Ende der Qing-Dynastie und im frühen 20. Jahrhundert sahen reformorientierte Akademiker wie Liang Qichao, Hu Shih (1891–1962) und Gu Jiegang (1893–1980) im Kaozheng einen Schritt zur Entwicklung einer empirischen Gelehrsamkeit und Wissenschaft in China. Im Gegensatz dazu kritisierten etwa der politische Denker Carsun Chang (1887–1969) und der Historiker Xu Fuguan (~1902–1982) Kaozheng als intellektuell unfruchtbar und politisch gefährlich.
Der Historiker und Sinologe Yu Ying-shih bemühte sich im späten 20. Jahrhundert, eine Kontinuität zwischen Kaozheng und dem Neokonfuzianismus aufzuzeigen, um eine nicht-revolutionäre Basis für die chinesische Kultur zu schaffen. Im Gegensatz dazu argumentierte der Sinologe Benjamin Elman, dass Kaozheng eine „empirische Revolution“ darstellte, die mit der neokonfuzianischen Verbindung von teleologischen Überlegungen und Gelehrsamkeit brach.

### Einfluss in Japan
Die Methoden des Kaozheng wurden in der Edo-Zeit nach Japan importiert und als Kōshō oder Kōshōgaku bekannt. Dieser Ansatz verband textkritische Methoden mit Empirismus, um die ursprünglichen, alten Bedeutungen von Texten zu entdecken. Der früheste Einsatz der Kaozheng-Methoden in Edo-Japan war Keichūs kritische Edition des Man’yōshū. Diese Methoden wurden schließlich von der Kokugaku-Schule genutzt, um zu argumentieren, dass die moderne Wissenschaft in Japan heimisch sei; sie trugen auch zur Kritik der Kokugaku am Buddhismus bei.